# Kristalkijken

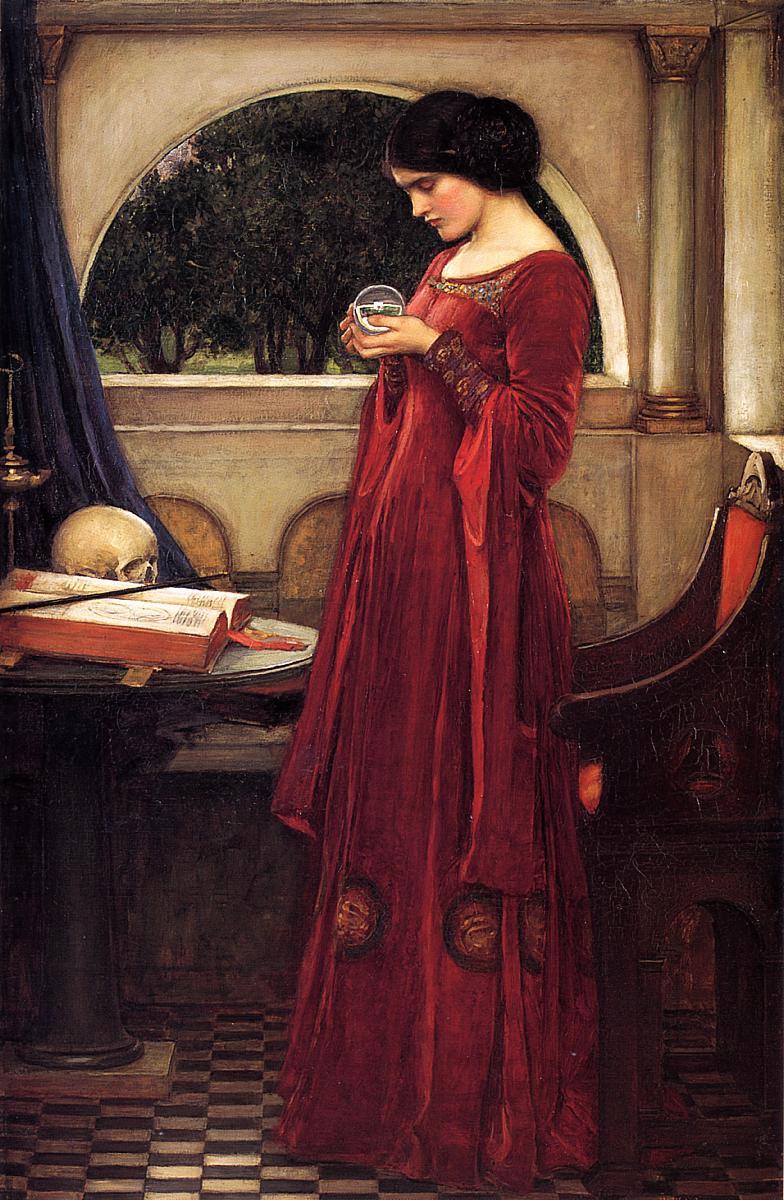
John William Waterhouse: De kristallen bol. Olieverf op doek, 1902.

Kristalkijken is een manier van voorspellen door middel van een kristallen bol of een ander reflecterend oppervlak. De kristallen bol zelf wordt eerder beschouwd als een middel om een vorm van helderziendheid te stimuleren die iemand al van nature heeft. De informatie die men op die manier verkrijgt (zo wordt beweerd) heeft betrekking op dingen die zich op een afstand of verder in de tijd gelegen bevinden.

## Geschiedenis
Waarzeggerij gebaseerd op een analyse van de weerspiegelingen in het water, op gepolijst metaal, of op glanzende (edel)stenen is een praktijk die al vroeg door mensen beoefend zal zijn. Waarschijnlijk interpreteerden zij deze verschijnselen als een beeld op de wereld van de geesten. Kristalkijken was in de 5e eeuw al wijd verspreid, en het werd door de middeleeuwse christelijke kerk veroordeeld als het werk van de duivel.
In het Victoriaanse tijdperk was kijken in kristallen bollen, samen met handlezen en astrologie, een populair tijdverdrijf. Hierbij werd veel belang gehecht aan het volgen van bepaalde rituelen, zoals het reinigen van de kristallen bol en de te volgen procedure bij het kristalkijken. Zo werd er gezegd dat de beste resultaten te verwachten waren wanneer de zon op haar meest noordelijke declinatie stond.

## Praktijk
De gebruikte media zijn meestal reflecterende, doorschijnende of luminescente stoffen zoals kristallen, stenen, glas, spiegels, water, vuur of rook. Kristalkijken wordt in vele culturen gebruikt als een middel om meer te weten te komen over het verleden, het heden of de toekomst. Afhankelijk van de cultuur worden de resultaten van dergelijke visioenen verklaard als de werking van God, geesten, de duivel of het onderbewuste. In de psychologie is er een equivalent bekend van dergelijke heldere mentale beelden die sommige mensen hebben in de fase tussen slapen en wakker worden: de zogenaamde hypnagogische beelden.
Bij het kristalkijken met een kristallen bol wordt doorgaans de volgende methode gebruikt:
1. De kristallen bol dient op een donkere ondergrond geplaatst te worden.
2. Met het licht achter zich begint de ziener te staren naar de bol.
3. Na een tiental minuten begint de ziener wolken in de bol waar te nemen. Daaruit verschijnen dan herkenbare figuren.

De 16e-eeuwse Engelse astroloog, occultist en filosoof John Dee zou naar eigen zeggen de kristallen bol samen met zijn partner Edward Kelley gebruikt hebben om 'boodschappen van engelen' in het 'Enochiaans' te ontvangen die hem dan via een stelsel van genummerde letterkaarten allerlei teksten dicteerden.

## Afbeeldingen

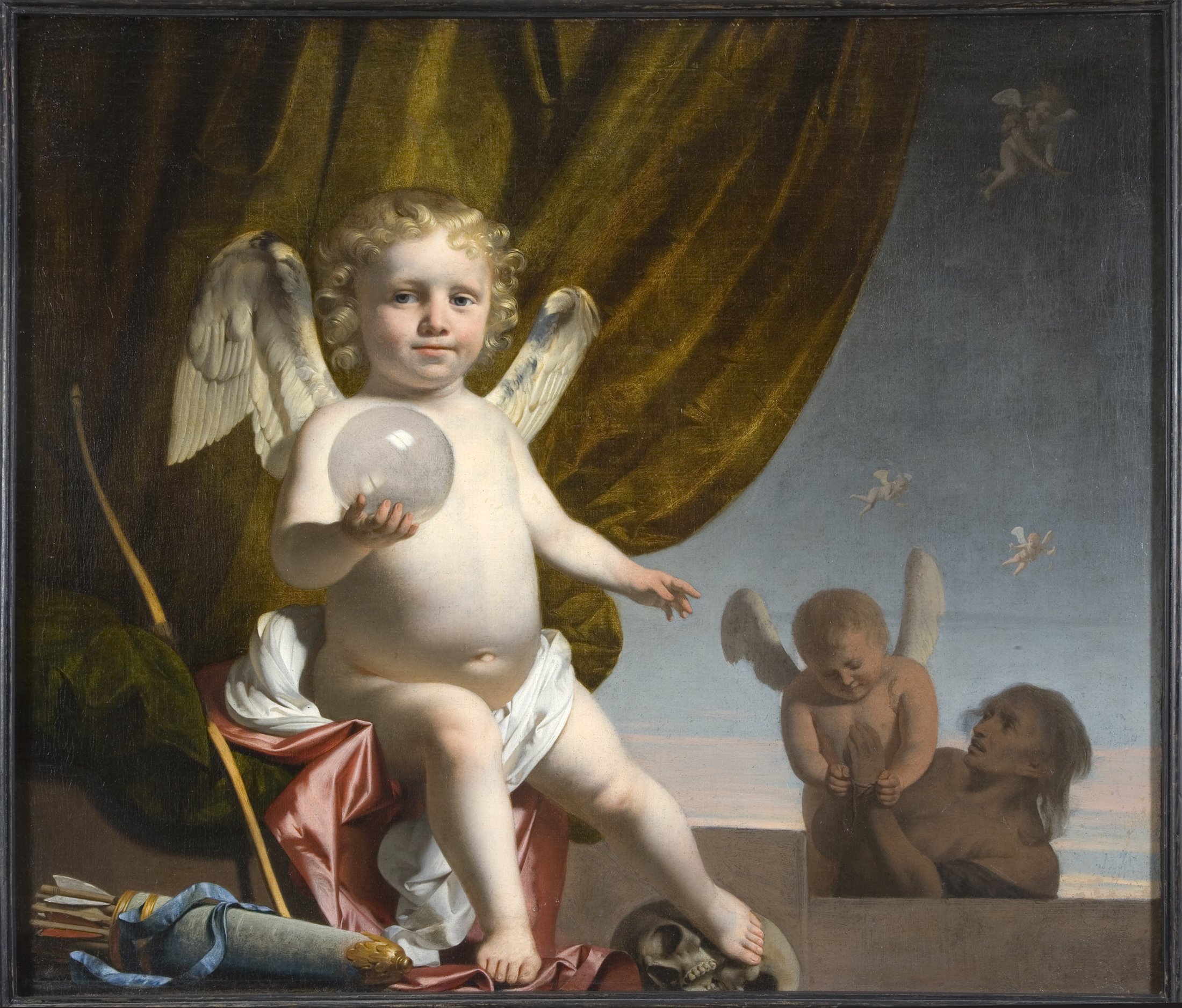
Amor houdt een kristallen bol vast, Caesar van Everdingen, ca. 1650
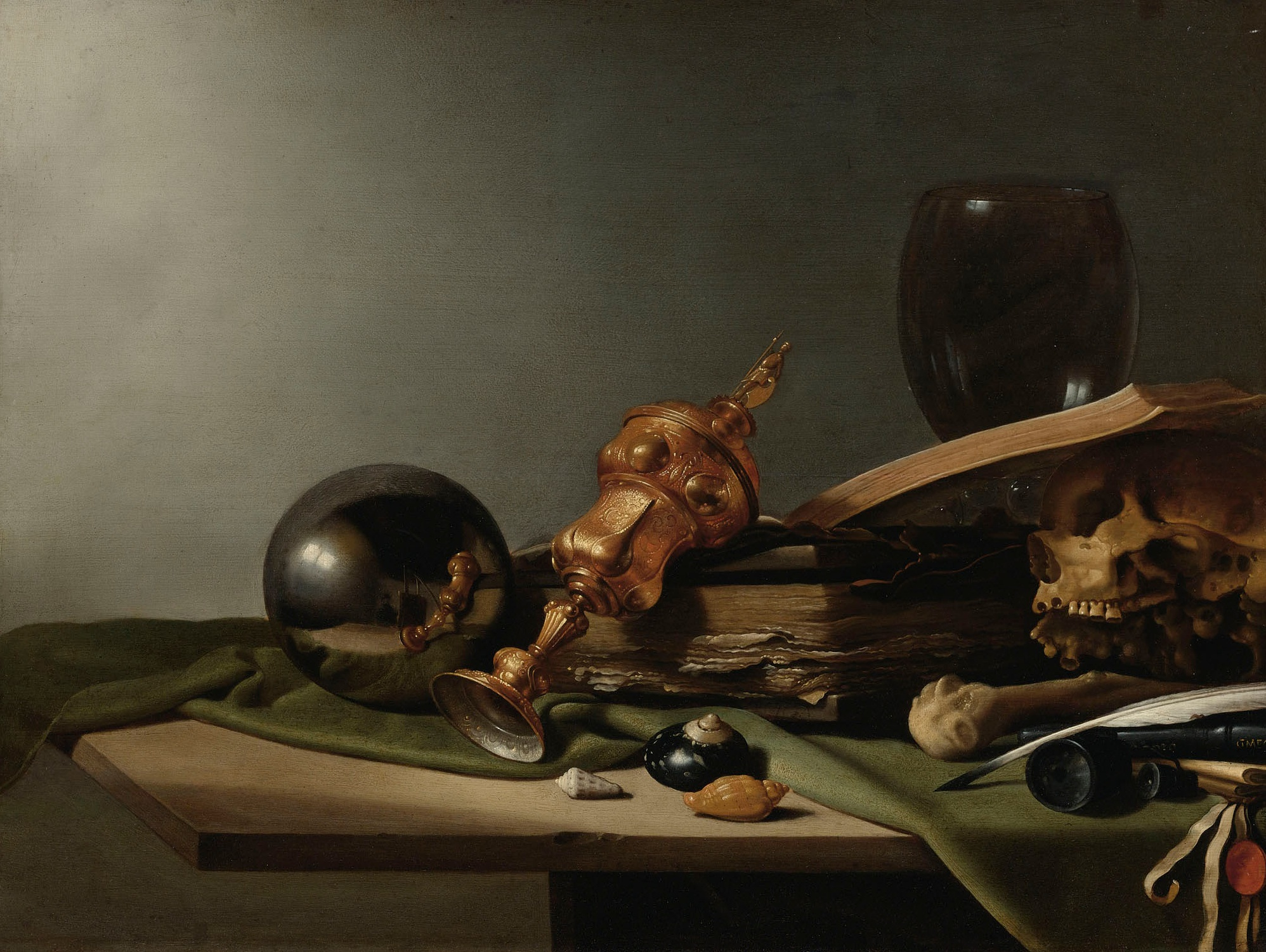
Stilleven met een kristallen bol, ca. 1634
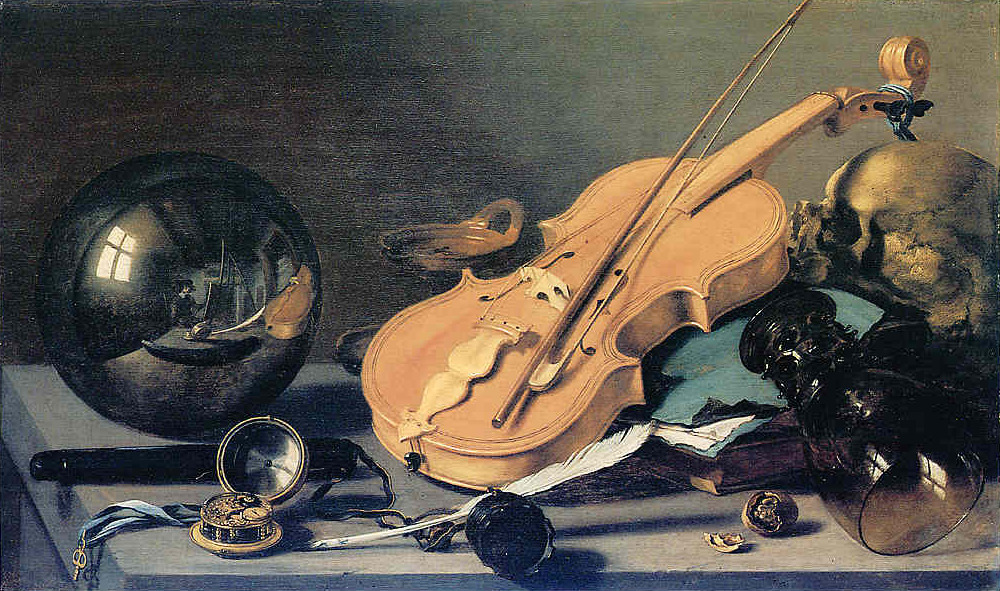
Stilleven met kristallen bol, ca. 1625
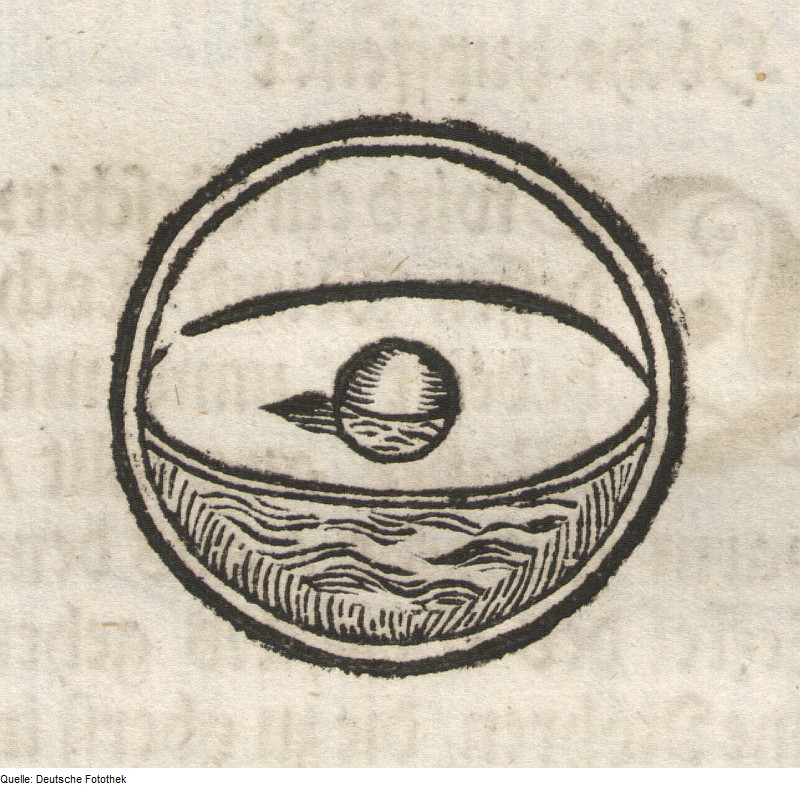
Afbeelding uit ca. 1688
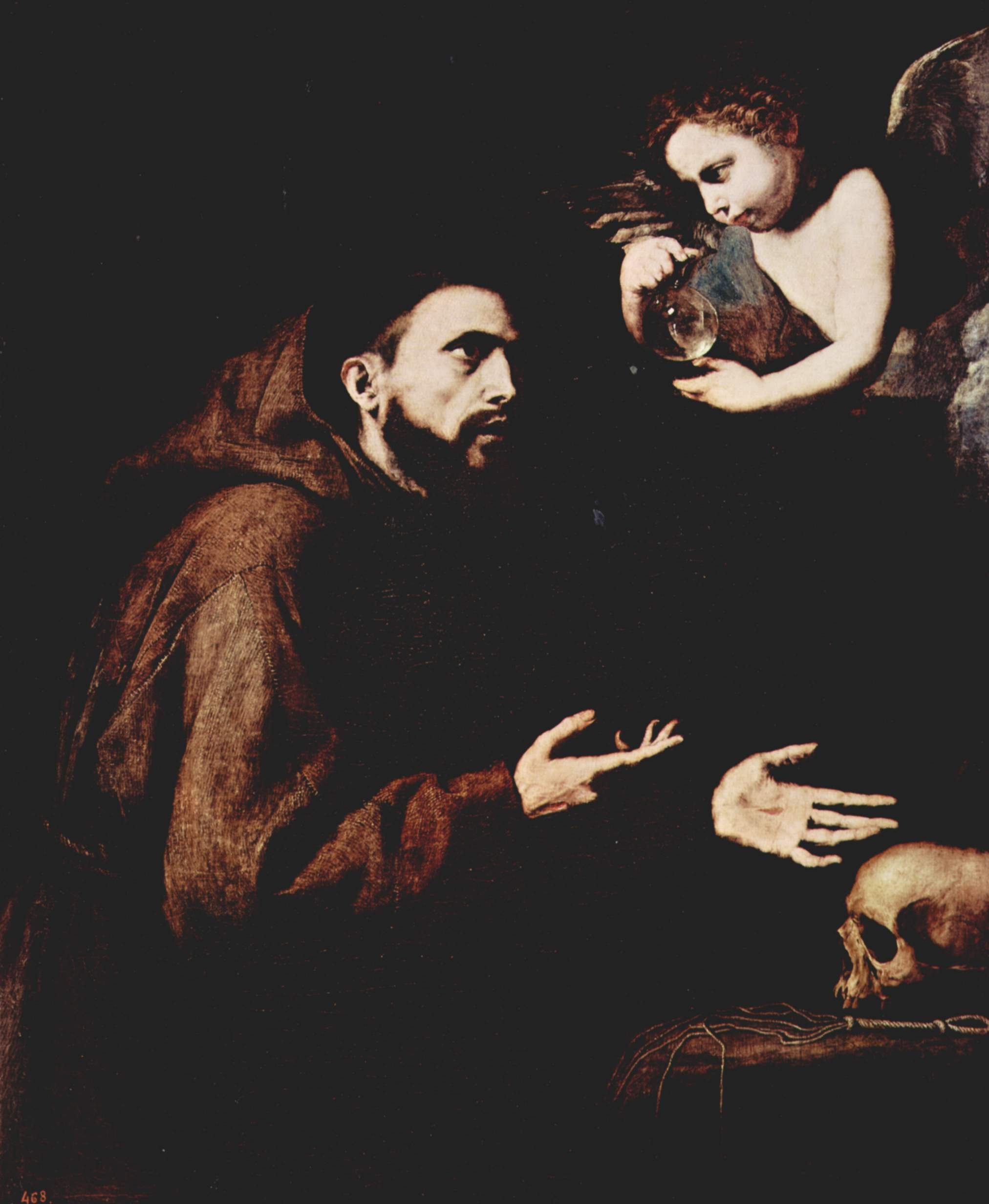
De heilige Franciscus van Assisi en de engel met de waterfles, José de Ribera, 1636-1638
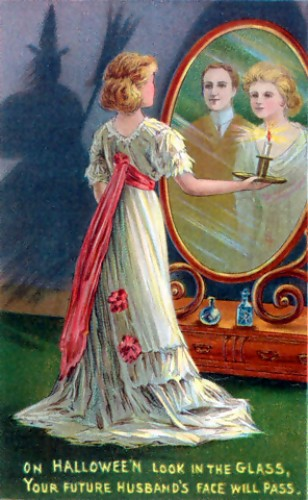
Halloween wenskaart uit de jaren 20
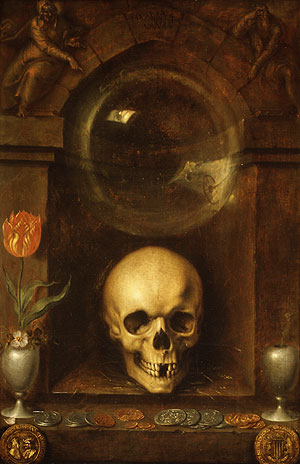
Stilleven met kristallen bol, 1603
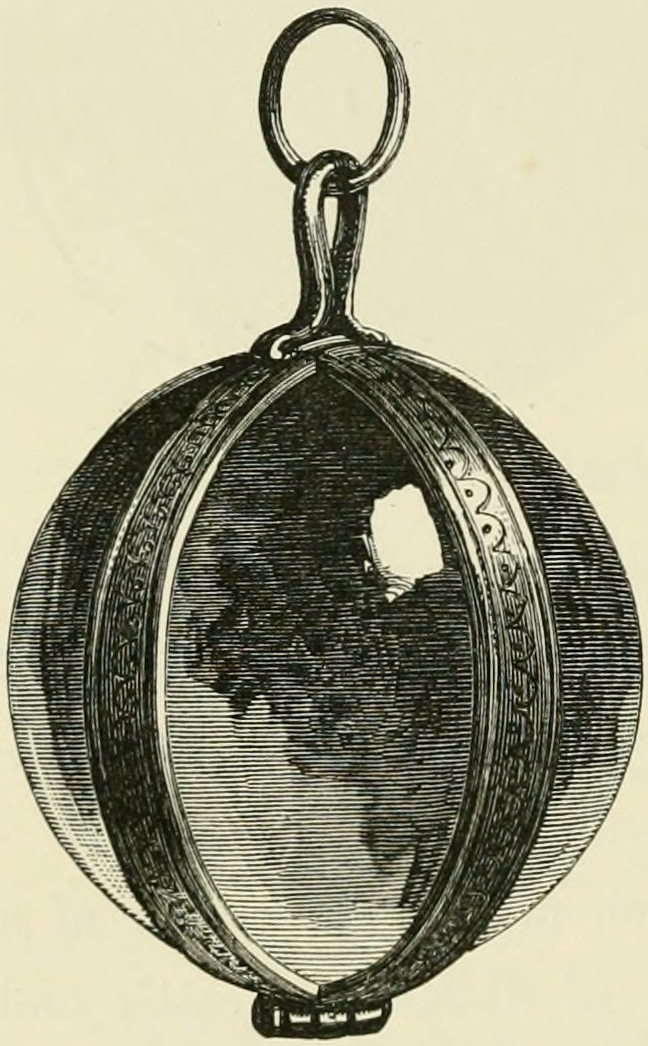
Clach Dearg of Ardvorlicht, afbeelding van voor 1872